# Veniliornis mixtus
Veniliornis mixtus là một loài chim trong họ Picidae.